# 中國的最後警告
中國的最後警告（羅馬化：Posledneye kitayskoye preduprezhdeniye），或者第n次中國警告（俄語：-е китайское предупреждение）、中國警告，是蘇聯流行語、中蘇交惡時期的蘇聯政治笑話、俄羅斯民諺，意指不會採取任何行動的口頭警告。
于冷战期间的1949－1971年，中华人民共和国与美国的军用飞机在台灣海峡及南中国海的空域对峙。中华人民共和国指控美军共有497次侵犯中国大陆领空之行为。中国人民解放军则对此发动军事反击，表示于1949－1969年间共击落“侵犯领空”的美军及中華民國國軍飞机95架、击伤200架。
这一时期，中华人民共和国外交部对美国频繁发出的“严重警告”也因而受到国际关注。部分来源认为，苏联人民於是把之視為不具威脅的口頭警告。“中國的最後警告”成為當時的蘇聯流行語，至今仍然存在於前苏联加盟共和国如俄羅斯、爱沙尼亚的諺語和笑話中。

## 谚语由来及历史背景

### 冷战初期台海空情
1950年代，美国和中华民国军事实力优于中华人民共和国，中华民国政府“关闭”台湾海峡，掌握整个中国东南地区及华南地区的制空权，并进出中国大陆进行轰炸、掃射、侦察等任务。根据新华社公布的数据，仅1954年初至1958年6月期间，国军對中国大陆東南沿海要地和軍事設施轟炸、掃射達400多次，偵察飛機達3100架次:14。1958年初，解放军空军、海军航空兵进驻福建。当年，双方空军展开空战。虽然中國大陸方面有觀點认为於1958年，解放軍取得东南地区的制空权，但双方空战持续至1960年代。同时，在1950年代至1960年代間，美國与中华人民共和国政府处于敌对状态，在中华人民共和国主张的領海上空偵察飛行。美國军机军舰在二十年间經常進入中华人民共和国划定之領空及领海，不斷在台灣海峽及南中国海偵察飛行及航行，特別是在台灣海峽及南中国海並不少見，次数超過了數百次。解放军海军在1974年突破中华民国在台湾海峡的军事封锁，1976年突破第一岛链，但解放军空军在1980年代以前的很长一段时期则仍然被限缩于中國大陆之上。
1971年12月25日，中华人民共和国外交部发布第497次严重警告，抗议美空军侵犯海南西沙群岛领空。根据人民日报图文数据库的记载，这是《人民日报》最后一次采取计数方式刊发警告。1972年2月，美国总统理查德·尼克松访问中国，双方发表《上海公报》，中华人民共和国与美国进入“中美蜜月期”，两军空中敌对状态相应结束。

### 中華人民共和國的外交及军事应对
中华人民共和国外交部於1958年9月7日釋出了第一份警告（在此期間發生了第二次台海危機）。中華人民共和國政府表示記錄了美國對其划定之领空的所有侵犯，并进行定期抗議。對於每次此類被认定的领空侵犯行為（包含美国军机进入中华民国政府实际控制的金门、马祖、东引岛上空时），中华人民共和国政府均以外交部发言人名义在新华社和《人民日报》刊发“严重警告”，所有這些警告都有序号。
1950年代韓戰後，蘇聯媒體時常轉發新華社對美军在台灣海峽及南中国海侵入領空及领海的《我提出第...次严重警告》公告。蘇聯第一次轉發的新聞文字和日期難以考證，但蘇聯人在新聞聽到上百次「來自中國的警告」，漸漸視之為不具實效的警告。
根据中国人民解放军空军档案记载，1949年9月5日至1969年底，针对美军及国军方面侵犯中华人民共和国所主张的领空范围，中国人民解放军空军、海军航空兵及地方高射炮部队对于进入中国大陆划定之领空的美军及中华民国空军，共监控共3370批次、6078架次，击伤飞机200余架、击落95架。

## 谚语用例

### 經濟民生
烏克蘭媒體《我們的工作》（Наше Дело）的专栏文章在2008年批評烏克蘭不向俄羅斯支付天然氣費用時稱「俄氣公司一味縱容烏克蘭，我不知如何解釋，看起來就像毛澤東時代中國對美帝國主義的第151次警告」。
乌克兰媒體《內幕》（Инсайдер）报导2021年烏克蘭教育部命令兩家大學合併引發的爭議，「學生在抗議前，被校方發出中國警告——院長說如學生想拿到畢業證，就別去抗議了。」
白俄羅斯媒體《白俄宪报》評論2018年「白俄羅斯國家銀行大概會出手拯救破產邊沿的建築和工業企業吧。然後國家又會發出第29次中國警告『這次拯救是最後一次了』。」白俄經濟學者瓦季姆·约苏布（Вадим Иосуб）在Current Time的采访中指「歐盟對白俄的經濟制裁只是一次中國警告 。」

### 軍事
2015年俄罗斯科学院经济研究所所長鲁斯兰·格林贝格被《生意人报》記者問及「俄中有沒有可能軍事同盟」時稱「你知道我們和中國的區別嗎？中國被冒犯時會抑制情緒。還記得『第533次中國警告』的笑話吧？這就是他們的心態。...我認為俄羅斯和中國不可能形成軍事同盟，我們非常不同。」
2022年俄羅斯入侵烏克蘭期間，原效忠烏克蘭的俄占区官員阿列克谢·谢利瓦诺夫將烏克蘭總統泽连斯基下令收復乌克兰全境的命令比擬為一個又一個的最後中國警告。
2022年南西·裴洛西訪問台灣無視了北京的警告，《今日俄罗斯》主編玛格丽塔·西蒙尼扬在8月2日認為俄語字典在冷戰時收入的新詞「中國的最後警告」的釋義至今仍然通用。